# جی هه وون
جی هه وون (کره‌ای: 지혜원؛ زادهٔ ۳۰ مارس ۱۹۹۸) بازیگر و مدل اهل کره جنوبی است. او به خاطر ایفای نقش در مجموعه‌های تلویزیونی صدای جادو و مشکلی نیست که خوب نباشی شناخته می‌شود.

## فیلم‌شناسی

### مجموعه تلویزیونی
| سال  | عنوان                   | نقش          | منابع |
| ---- | ----------------------- | ------------ | ----- |
| ۲۰۱۹ | عدالت                   | جانگ یونگ می | [ ۳ ] |
| ۲۰۲۰ | دکتر رمانتیک ۲          | سو سه یونگ   | [ ۴ ] |
| ۲۰۲۰ | مشکلی نیست که خوب نباشی | لی آه روم    | [ ۵ ] |
| ۲۰۲۳ | اتفاقی دیدمت            | گو می سوک    | [ ۶ ] |

### مجموعه اینترنتی
| سال  | عنوان      | نقش       | منابع |
| ---- | ---------- | --------- | ----- |
| ۲۰۲۲ | صدای جادو  | بک ها نا  | [ ۷ ] |
| ۲۰۲۴ | سلسله‌مراتب | یون هه را | [ ۸ ] |